# Paracercion hieroglyphicum
Paracercion hieroglyphicum là một loài chuồn chuồn kim trong họ Coenagrionidae.
Paracercion hieroglyphicum được Brauer miêu tả khoa học năm 1865.

## Hình ảnh

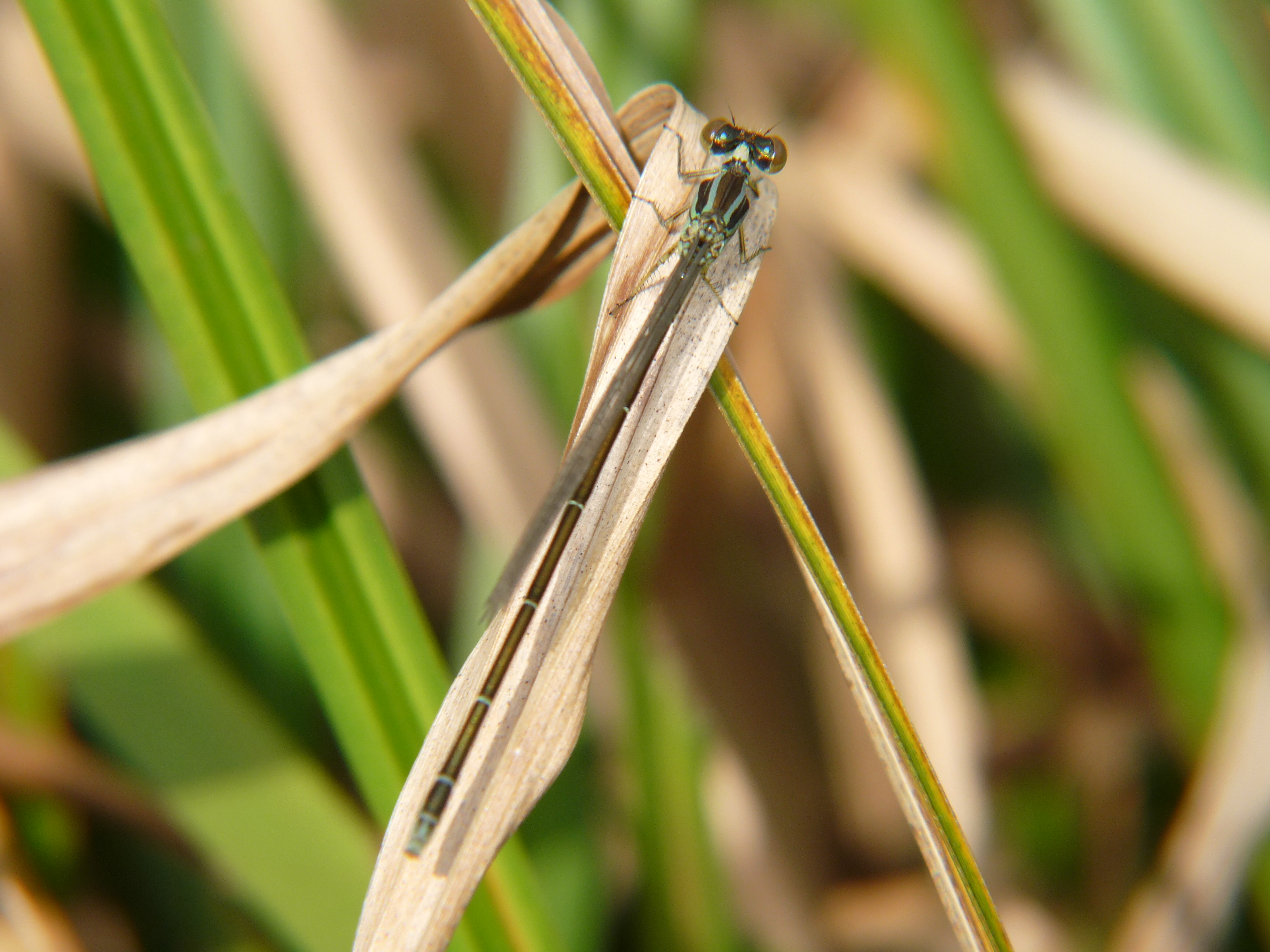
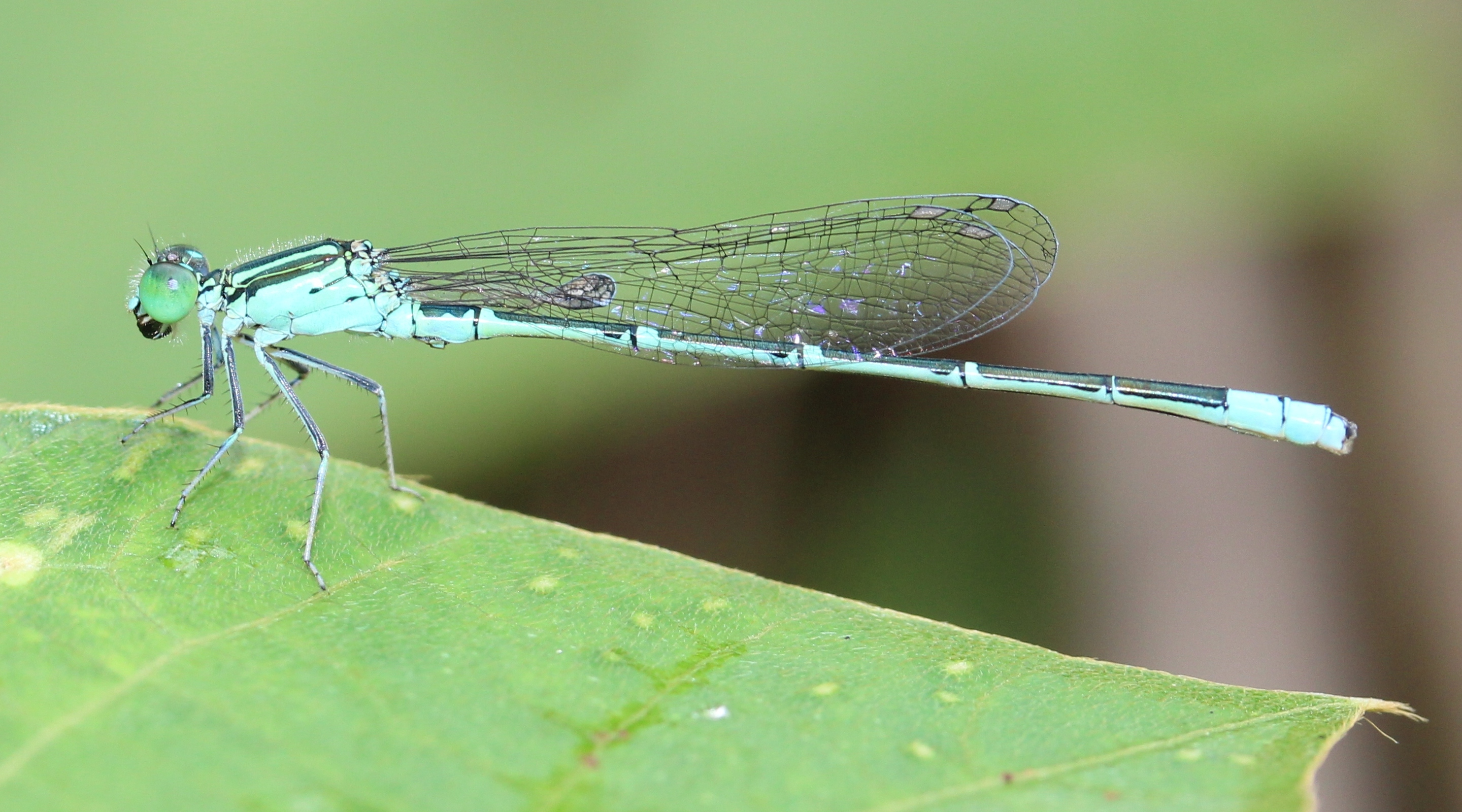
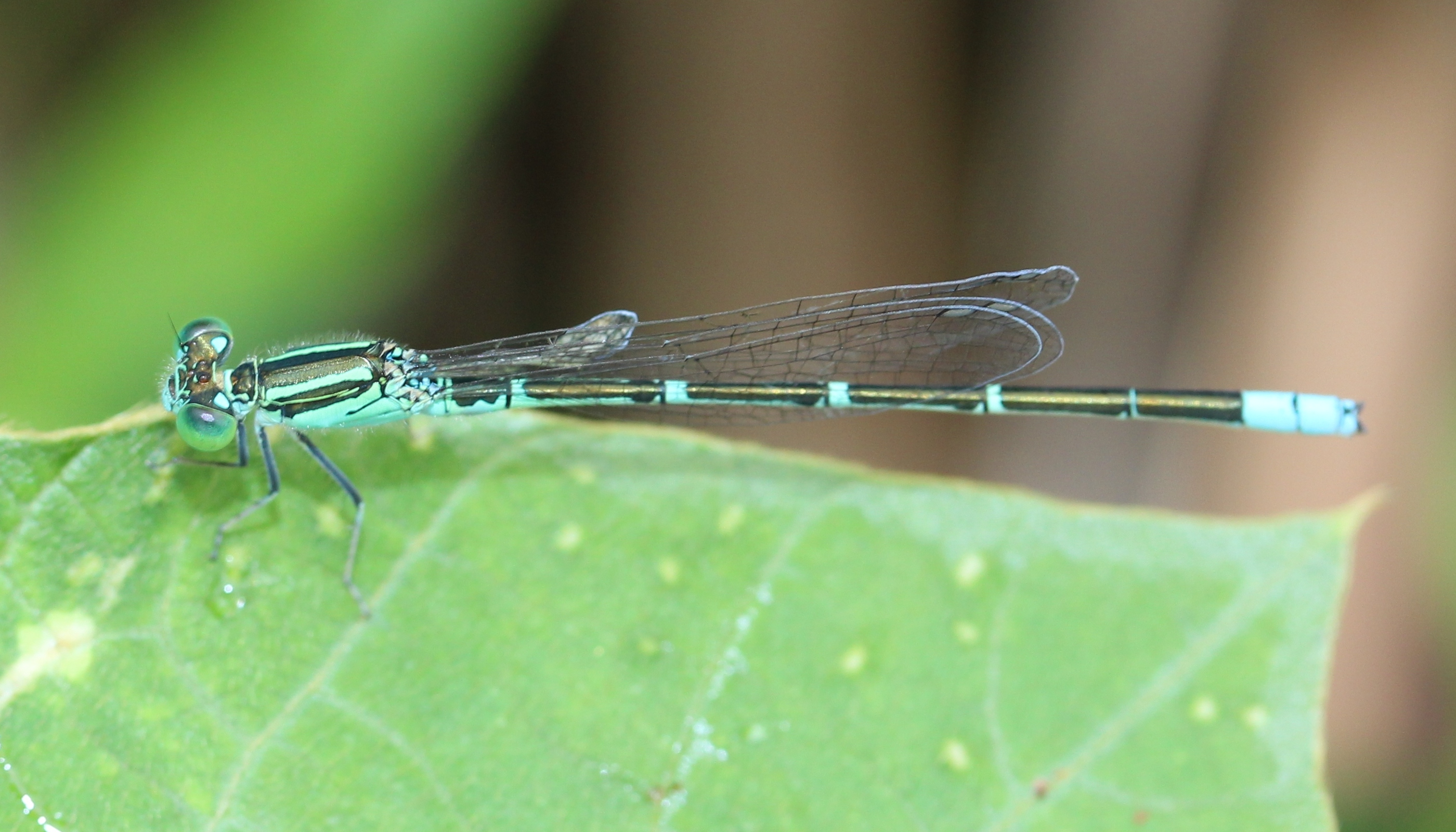